# Servizio medico urgente di rianimazione ed estricazione
Il Servizio medico urgente di rianimazione ed estricazione ("Serviciul medical de urgență, reanimare și descarcerare", in acronimo SMURD) è il servizio di primo soccorso rumeno che affianca nelle situazioni più gravi il lavoro di trasporto dei malati svolto dalle ambulanze del sistema sanitario nazionale.
È un servizio volontario, fondato in Romania nel settembre del 1990 per sopperire al deficit del servizio erogato dal sistema sanitario rumeno. A quel tempo infatti non esisteva un sistema di emergenza preospedaliera, essendo pratica comune trasportare il più velocemente possibile il ferito o il malato al più vicino pronto soccorso.
Il servizio SMURD è de facto un ramo dei vigili del fuoco, meglio conosciuti in romeno come  Ispettorati delle situazioni di emergenza.

## Storia
L'associazione è stata creata da un medico palestinese, Raed Arafat, specializzatosi in Romania in medicina d'urgenza.
Visto inizialmente come un concorrente dei servizi di ambulanza statali, lo SMURD ha preso lentamente piede in varie provincie della Romania. Inizialmente l'attività era svolta su ambulanze donate o acquistate grazie a raccolte fondi.
Dopo che nel 2004 tutti i numeri d'emergenza sono confluiti nel numero unico di emergenza 112, si sta provvedendo ad una diffusione capillare dello SMURD, alla riorganizzazione dei servizi di ambulanza ed all'implementazione della localizzazione del chiamante presso il 112.
Nel 2007 lo Stato romeno ha posto fine a tutte le polemiche ed ha ufficialmente riconosciuto tutti questi anni di sforzi, dando la carica di sottosegretario del Ministero della salute ad Arafat, incaricandolo ufficialmente di riformare il sistema di emergenza preospedaliera.
Sempre nel 2007 il Ministero della salute romeno ha acquistato 1500 ambulanze destinate ai vari servizi di ambulanza e agli SMURD provinciali, mentre nel 2008 sono state acquistate altre 800 ambulanze nuove, rinnovando così l'intero parco mezzi del sistema di emergenza preospedaliera rumeno.
Nel corso delle proteste avvenute in Romania all'inizio del 2012, Arafat si è dimesso dalla carica politica di fronte all'opportunità di privatizzazione dell'associazione, per poi, successivamente, tornare su suoi passi.

## Servizi svolti
Lo SMURD svolge assistenza sanitaria urgente nei casi più gravi, anche in concomitanza dei servizi di ambulanza: incidenti stradali, malori, incendi, crolli, esplosioni.

## Struttura organizzativa

### Equipaggi
Gli equipaggi che compongono le squadre di soccorso SMURD sono molto eterogenee, generalmente composte da volontari medici o medici specializzandi, infermieri, paramedici, autisti soccorritori e vigili del fuoco.

### Sedi

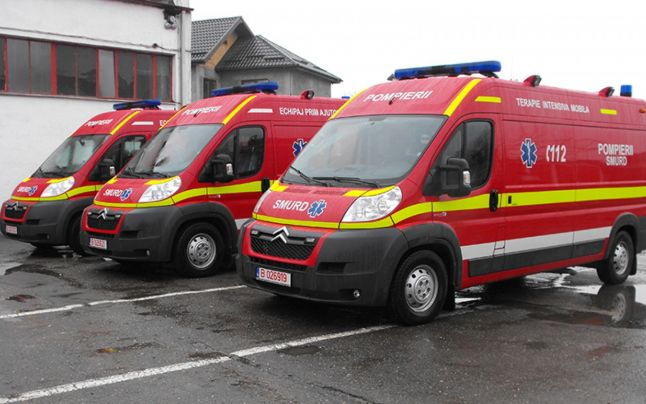
Ambulanze SMURD

Dal 2007 il servizio è stato esteso a tutto il servizio nazionale.
Ad oggi, nella maggior parte delle provincie il servizio è integrato con gli altri sistemi di emergenza tramite centrali d'emergenza "112" integrate.
Sono attive sei basi di elisoccorso:
- Bucharest
- Targu Mures
- Iași
- Arad (Timisoara)
- Craiova
- Constanța

Ne saranno attivate prossimamente altre due. Tutte le basi hanno a disposizione velivoli del tipo Eurocopter EC-135.

## Mezzi Aerei
Sezione aggiornata in base alle pubblicazioni giornaliere di periodici e siti specializzati. Tali modifiche vengono apportate onde rendere quanto più aggiornata la tabella.
| Aeromobile                | Origine        | Tipo        | Versione (denominazione locale) | In servizio (2023) | Note | Immagine |
| Elicotteri                |                |             |                                 |                    | |          |
| Airbus H135               | Unione europea | SAR MedEvac | H135-P3H                        | 6                  | 6 H135P3H per il trasporto sanitario e salvataggio ordinati a luglio 2019, i primi 3 dei quali consegnati il 4 marzo 2021. Gli ultimi tre H135P3H sono stati consegnati il 9 giugno 2021.              |          |
| Sikorsky UH-60 Black Hawk | Stati Uniti    | SAR MedEvac | S-70i                           | 1                  | 7 S-70i (inizialmente erano 12) costruiti su licenza dalla polacca PZL Mielec ordinati il 14 ottobre 2021, con consegne previste per la fine del 2023. Primo esemplare consegnato il 11 novembre 2023. |          |

## Incidenti

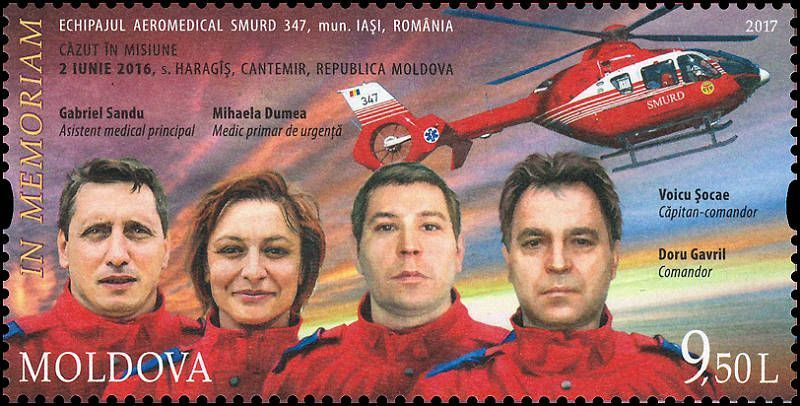
Francobollo commemorativo del 2017 della Repubblica moldava

Il 2 giugno 2016, un elicottero SMURD precipita vicino a Haragîș in Moldavia, uccidendo tutti e quattro i membri dell'equipaggio.

## Galleria d'immagini

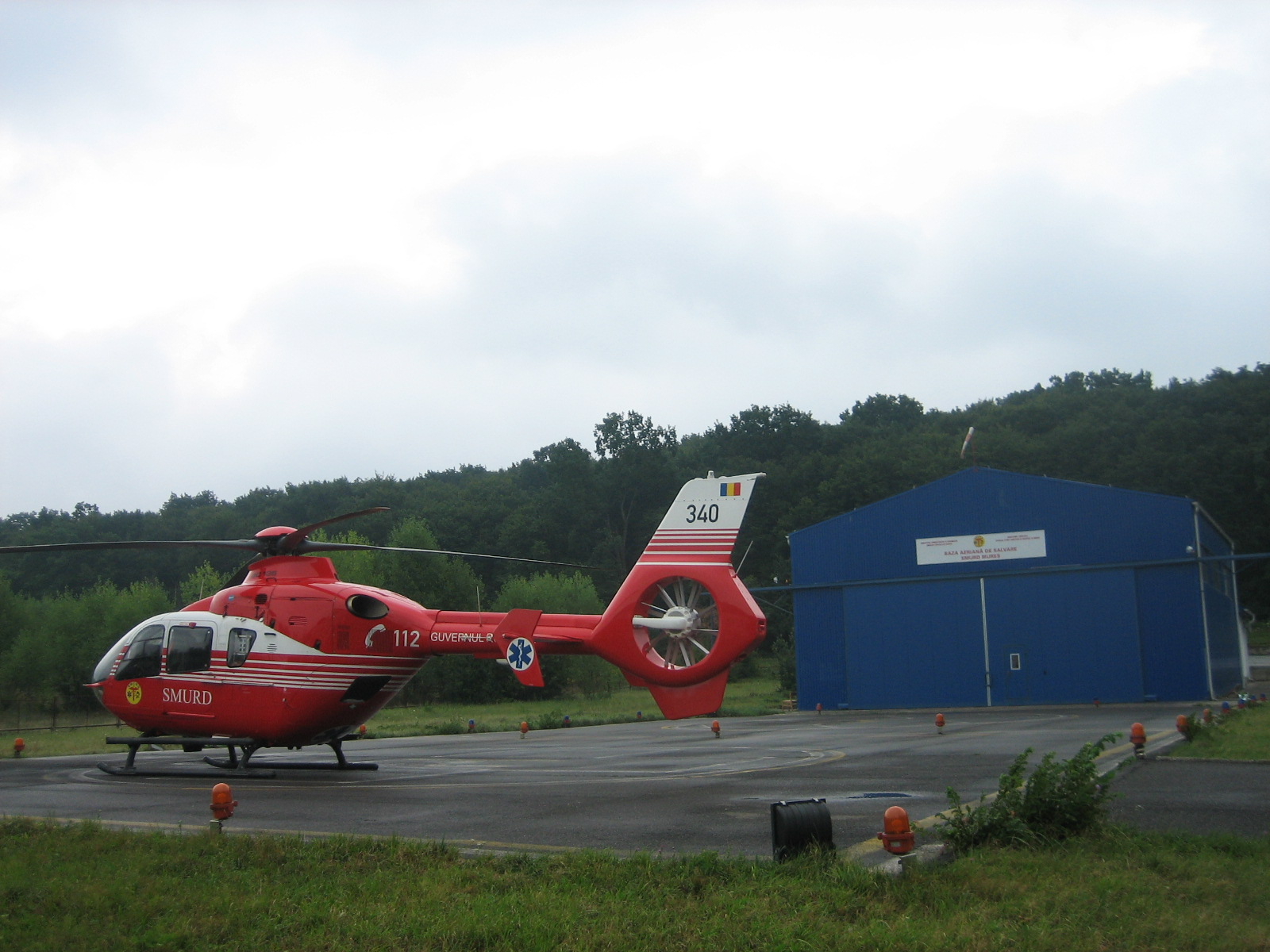
Elicottero SMURD Eurocopter EC-135
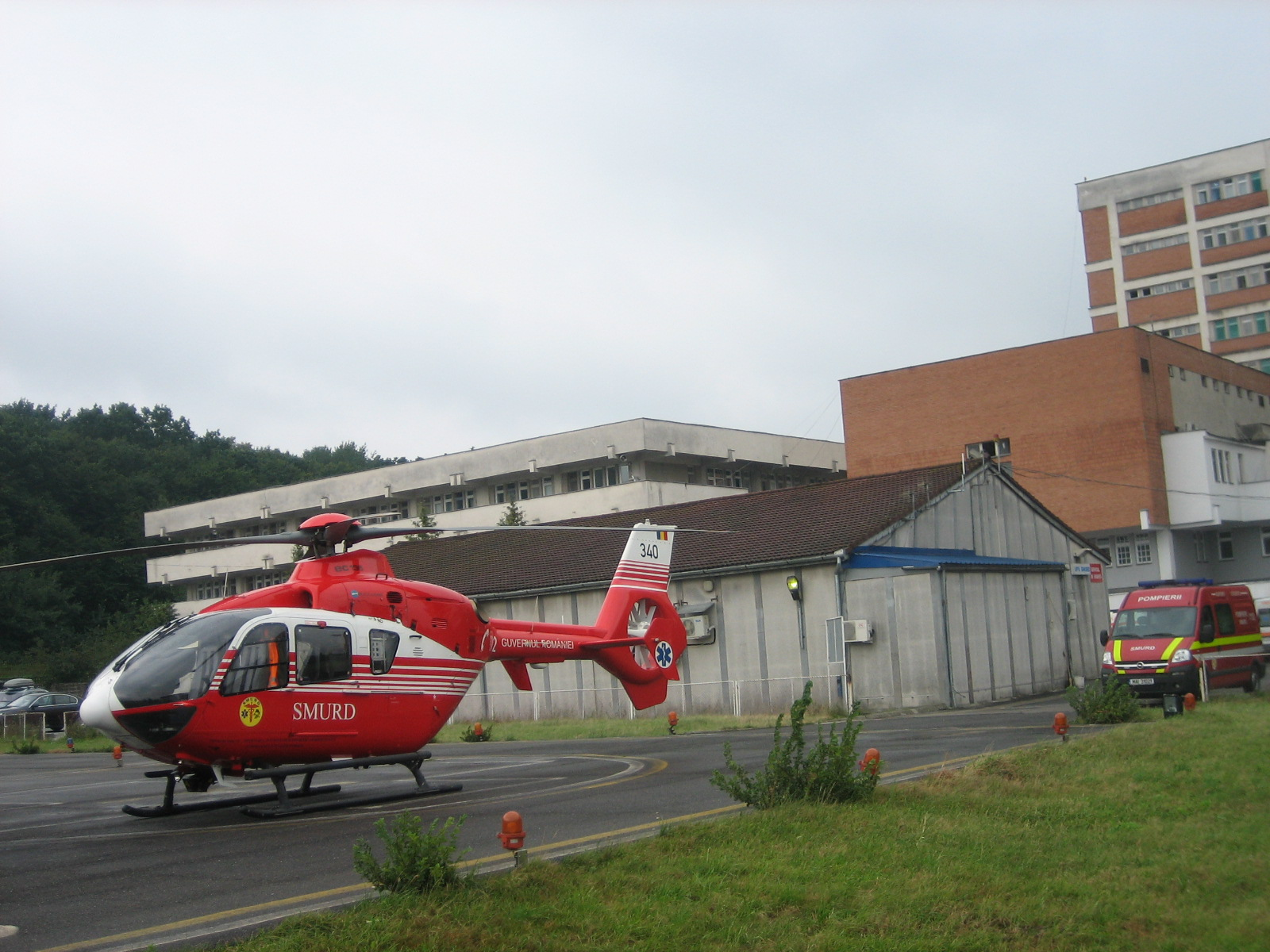
Elicottero SMURD Eurocopter EC-135
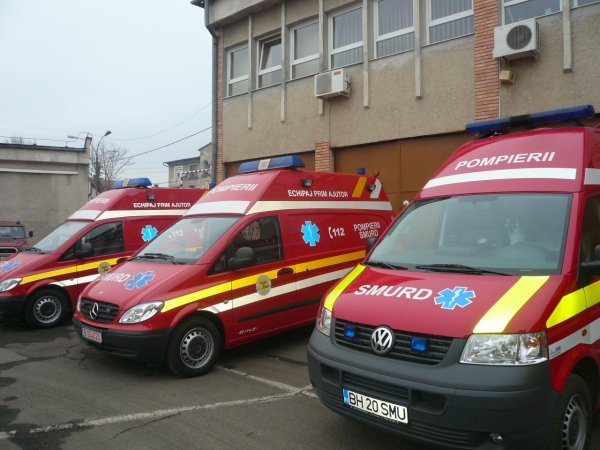
Equipaggi SMURD a Oradea
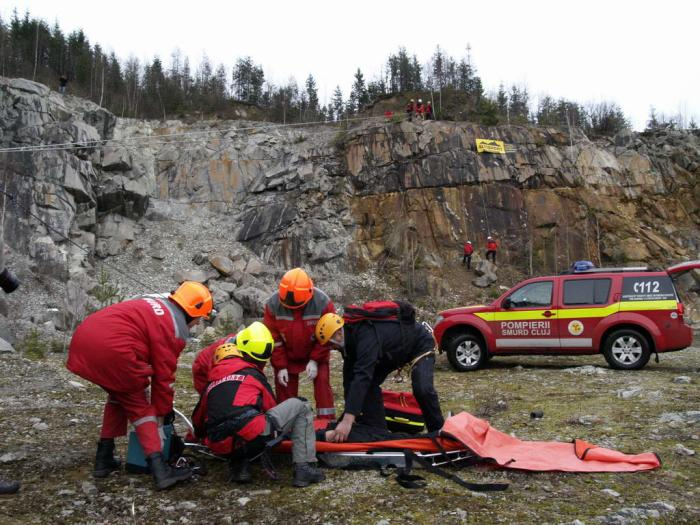
SMURD nella città di Cluj
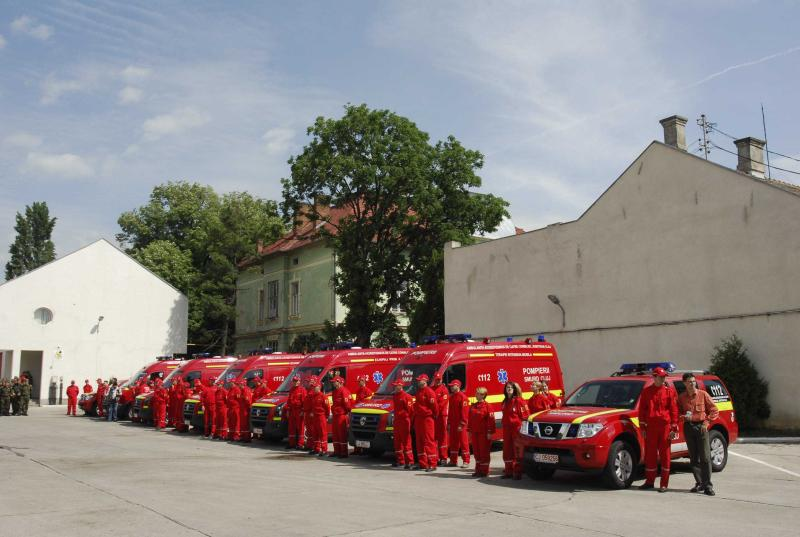
SMURD nella città di Cluj